# Blauwrugbisschop
De blauwrugbisschop (Cyanoloxia cyanoides) is een zangvogel uit de familie Cardinalidae (kardinaalachtigen).

## Verspreiding en leefgebied
Deze soort telt 4 ondersoorten:
- C. c. concreta: zuidoostelijk Mexico, Belize, Guatemala en Honduras.
- C. c. caerulescens: van Nicaragua tot westelijk Panama.
- C. c. cyanoides: van centraal Panama, noordelijk Colombia en noordwestelijk Venezuela tot noordwestelijk Peru.
- C. c. rothschildii: het westelijk Amazonebekken.